# Biến đổi Fourier liên tục
Trong toán học, biến đổi Fourier liên tục là một toán tử tuyến tính chuyển một hàm khả tích (theo tích phân Lebesgue) sang một hàm khả tích khác. Theo ngôn ngữ của chuyên ngành xử lý tín hiệu hay trong vật lý, biến đổi Fourier khai triển một hàm số theo các thành phần trong phổ của nó, và ngược lại biến đổi Fourier nghịch đảo xây dựng lại một hàm số thông qua các thành phân tần số của nó. Đây cũng là ý tưởng chính của các dạng khác của biến đổi Fourier, bao gồm cả biến đổi Fourier rời rạc.
Xét một hàm số phức khả tích Lebesgue x(t). Một biến đổi Fourier của nó sang miền tần số góc ω được cho bởi hàm:
{\displaystyle X(\omega )={\frac {1}{\sqrt {2\pi }}}\int _{-\infty }^{\infty }x(t)e^{-i\omega t}\,dt}
cho tất cả các số thực {\displaystyle \omega \,}. {\displaystyle i={\sqrt {-1}}} đơn vị số ảo, và {\displaystyle X(\omega )\,} là một hàm nhận giá trị phức.
Biến đổi nghịch đảo của nó cũng có dạng tương tự. Nếu hàm {\displaystyle X(\omega )\,} được định nghĩa như trên, và hàm {\displaystyle x\,} liên tục bậc vô hạn, khi đó :
{\displaystyle x(t)={\frac {1}{\sqrt {2\pi }}}\int _{-\infty }^{\infty }X(\omega )e^{i\omega t}\,d\omega }
cho tất cả các số thực {\displaystyle t\,}.

## Biến đổi của các hàm thông dụng
Bản sau đây ghi lại một số biến đổi Fourier quan trọng. G và H ký hiệu biến đổi Fourier của hàm số g(t) và h(t), theo thứ tự đó. g và h có thể là hàm khả tích hoặc là phân bố.

### Các mối liên quan
|     | Tín hiệu                                                    | Biến đổi Fourier unitary, tần số góc | Biến đổi Fourier unitary, tần số thường                                                                                       | Chú thích |
| --- | ----------------------------------------------------------- | --- | --- | --- |
|     | {\displaystyle g(t)\,}                                      | {\displaystyle G(\omega )\!\ {\stackrel {\mathrm {def} }{=}}\ \!} {\displaystyle {\frac {1}{\sqrt {2\pi }}}\int _{-\infty }^{\infty }\!\!g(t)e^{-i\omega t}\,dt} | {\displaystyle G(f)\!\ {\stackrel {\mathrm {def} }{=}}\ } {\displaystyle \int _{-\infty }^{\infty }\!\!g(t)e^{-i2\pi ft}\,dt} | |
| 101 | {\displaystyle a\cdot g(t)+b\cdot h(t)\,}                   | {\displaystyle a\cdot G(\omega )+b\cdot H(\omega )\,} | {\displaystyle a\cdot G(f)+b\cdot H(f)\,}                                                                                     | Tuyến tính |
| 102 | {\displaystyle g(t-a)\,}                                    | {\displaystyle e^{-ia\omega }G(\omega )\,} | {\displaystyle e^{-i2\pi af}G(f)\,}                                                                                           | dịch trong thời gian |
| 103 | {\displaystyle e^{iat}g(t)\,}                               | {\displaystyle G(\omega -a)\,} | {\displaystyle G\left(f-{\frac {a}{2\pi }}\right)\,}                                                                          | dịch trong tần số, đối ngẫu của 2 |
| 104 | {\displaystyle g(at)\,}                                     | {\displaystyle {\frac {1}{\|a\|}}G\left({\frac {\omega }{a}}\right)\,}                                                                                           | {\displaystyle {\frac {1}{\|a\|}}G\left({\frac {f}{a}}\right)\,}                                                              | Nếu {\displaystyle \|a\|\,} lớn, thì {\displaystyle g(at)\,} tập trung xung quanh 0 và {\displaystyle {\frac {1}{\|a\|}}G\left({\frac {\omega }{a}}\right)\,} trải rộng ra và phẳng dần. Để ý đến giới hạn của giá trị này khi {\displaystyle \|a\|} ra vô cực - hàm số delta. |
| 105 | {\displaystyle G(t)\,}                                      | {\displaystyle g(-\omega )\,} | {\displaystyle g(-f)\,} | Tính chất đối ngẫu của biến đổi Fourier. Kết quả từ việc hoán đổi biến {\displaystyle t\,} và {\displaystyle \omega \,}. |
| 106 | {\displaystyle {\frac {d^{n}g(t)}{dt^{n}}}\,}               | {\displaystyle (i\omega )^{n}G(\omega )\,} | {\displaystyle (i2\pi f)^{n}G(f)\,}                                                                                           | Đạo hàm tổng quát của biến đổi Fourier |
| 107 | {\displaystyle t^{n}g(t)\,}                                 | {\displaystyle i^{n}{\frac {d^{n}G(\omega )}{d\omega ^{n}}}\,}                                                                                                   | {\displaystyle \left({\frac {i}{2\pi }}\right)^{n}{\frac {d^{n}G(f)}{df^{n}}}\,}                                              | Đối ngẫu của 106 |
| 108 | {\displaystyle (g*h)(t)\,}                                  | {\displaystyle {\sqrt {2\pi }}G(\omega )H(\omega )\,} | {\displaystyle G(f)H(f)\,} | {\displaystyle g*h\,} biểu thị chập cuả {\displaystyle g\,} và {\displaystyle h\,} — quy tắc này là định lý tích chập |
| 109 | {\displaystyle g(t)h(t)\,}                                  | {\displaystyle (G*H)(\omega ) \over {\sqrt {2\pi }}\,} | {\displaystyle (G*H)(f)\,} | Đây là kép của 108 |
| 110 | {\displaystyle g(t)\,} hoàn toàn là thực và hàm chẵn        | {\displaystyle G(\omega )\,} và {\displaystyle G(f)\,} hoàn toàn là thực, và hàm thậm chí                                                                        | {\displaystyle G(\omega )\,} và {\displaystyle G(f)\,} hoàn toàn là thực, và hàm thậm chí                                     | |
| 111 | {\displaystyle g(t)\,} hoàn toàn là thực và một hàm kỳ quặc | {\displaystyle G(\omega )\,} và {\displaystyle G(f)\,} hoàn toàn là ảo và hàm lẻ                                                                                 | {\displaystyle G(\omega )\,} và {\displaystyle G(f)\,} hoàn toàn là ảo và hàm lẻ                                              | |

### Các hàm bình phương khả tích
|     | Signal                                                                      | Fourier transform unitary, angular frequency | Fourier transform unitary, ordinary frequency | Remarks |
| --- | --------------------------------------------------------------------------- | --- | --- | --- |
|     | {\displaystyle g(t)\,}                                                      | {\displaystyle G(\omega )\!\ {\stackrel {\operatorname {def} }{=}}\ \!} {\displaystyle {\frac {1}{\sqrt {2\pi }}}\int _{-\infty }^{\infty }\!\!g(t)e^{-i\omega t}\operatorname {d} t\,}       | {\displaystyle G(f)\!\ {\stackrel {\operatorname {def} }{=}}\ } {\displaystyle \int _{-\infty }^{\infty }\!\!g(t)e^{-i2\pi ft}\operatorname {d} t\,}           | |
| 201 | {\displaystyle \operatorname {rect} (at)\,}                                 | {\displaystyle {\frac {1}{\sqrt {2\pi a^{2}}}}\cdot \operatorname {sinc} \left({\frac {\omega }{2\pi a}}\right)}                                                                              | {\displaystyle {\frac {1}{\|a\|}}\cdot \operatorname {sinc} \left({\frac {f}{a}}\right)}                                                                       | The rectangular pulse and the normalized sinc function |
| 202 | {\displaystyle \operatorname {sinc} (at)\,}                                 | {\displaystyle {\frac {1}{\sqrt {2\pi a^{2}}}}\cdot \operatorname {rect} \left({\frac {\omega }{2\pi a}}\right)}                                                                              | {\displaystyle {\frac {1}{\|a\|}}\cdot \operatorname {rect} \left({\frac {f}{a}}\right)\,}                                                                     | Dual of rule 201. The rectangular function is an idealized low-pass filter, and the sinc function is the non-causal impulse response of such a filter.                                    |
| 203 | {\displaystyle \operatorname {sinc} ^{2}(at)\,}                             | {\displaystyle {\frac {1}{\sqrt {2\pi a^{2}}}}\cdot \operatorname {tri} \left({\frac {\omega }{2\pi a}}\right)}                                                                               | {\displaystyle {\frac {1}{\|a\|}}\cdot \operatorname {tri} \left({\frac {f}{a}}\right)}                                                                        | tri is the triangular function |
| 204 | {\displaystyle \operatorname {tri} (at)\,}                                  | {\displaystyle {\frac {1}{\sqrt {2\pi a^{2}}}}\cdot \operatorname {sinc} ^{2}\left({\frac {\omega }{2\pi a}}\right)}                                                                          | {\displaystyle {\frac {1}{\|a\|}}\cdot \operatorname {sinc} ^{2}\left({\frac {f}{a}}\right)\,}                                                                 | Dual of rule 203. |
| 205 | {\displaystyle e^{-\alpha t^{2}}\,}                                         | {\displaystyle {\frac {1}{\sqrt {2\alpha }}}\cdot e^{-{\frac {\omega ^{2}}{4\alpha }}}} | {\displaystyle {\sqrt {\frac {\pi }{\alpha }}}\cdot e^{-{\frac {(\pi f)^{2}}{\alpha }}}}                                                                       | Shows that the Gaussian function {\displaystyle \exp(-\alpha t^{2})} is its own Fourier transform. For this to be integrable we must have {\displaystyle \operatorname {Re} (\alpha )>0}. |
| 206 | {\displaystyle e^{iat^{2}}=\left.e^{-\alpha t^{2}}\right\|_{\alpha =-ia}\,} | {\displaystyle {\frac {1}{\sqrt {2a}}}\cdot e^{-i\left({\frac {\omega ^{2}}{4a}}-{\frac {\pi }{4}}\right)}}                                                                                   | {\displaystyle {\sqrt {\frac {\pi }{a}}}\cdot e^{-i\left({\frac {\pi ^{2}f^{2}}{a}}-{\frac {\pi }{4}}\right)}}                                                 | common in optics |
| 207 | {\displaystyle \cos(at^{2})\,}                                              | {\displaystyle {\frac {1}{\sqrt {2a}}}\cos \left({\frac {\omega ^{2}}{4a}}-{\frac {\pi }{4}}\right)}                                                                                          | {\displaystyle {\sqrt {\frac {\pi }{a}}}\cos \left({\frac {\pi ^{2}f^{2}}{a}}-{\frac {\pi }{4}}\right)}                                                        | |
| 208 | {\displaystyle \sin(at^{2})\,}                                              | {\displaystyle {\frac {-1}{\sqrt {2a}}}\sin \left({\frac {\omega ^{2}}{4a}}-{\frac {\pi }{4}}\right)}                                                                                         | {\displaystyle -{\sqrt {\frac {\pi }{a}}}\sin \left({\frac {\pi ^{2}f^{2}}{a}}-{\frac {\pi }{4}}\right)}                                                       | |
| 209 | {\displaystyle \operatorname {e} ^{-a\|t\|}\,}                              | {\displaystyle {\sqrt {\frac {2}{\pi }}}\cdot {\frac {a}{a^{2}+\omega ^{2}}}} | {\displaystyle {\frac {2a}{a^{2}+4\pi ^{2}f^{2}}}} | a>0 |
| 210 | {\displaystyle {\frac {1}{\sqrt {\|t\|}}}\,}                                | {\displaystyle {\frac {1}{\sqrt {\|\omega \|}}}} | {\displaystyle {\frac {1}{\sqrt {\|f\|}}}} | the transform is the function itself |
| 211 | {\displaystyle J_{0}(t)\,}                                                  | {\displaystyle {\sqrt {\frac {2}{\pi }}}\cdot {\frac {\operatorname {rect} \left({\frac {\omega }{2}}\right)}{\sqrt {1-\omega ^{2}}}}}                                                        | {\displaystyle {\frac {2\cdot \operatorname {rect} (\pi f)}{\sqrt {1-4\pi ^{2}f^{2}}}}}                                                                        | J0(t) is the Bessel function of first kind of order 0 |
| 212 | {\displaystyle J_{n}(t)\,}                                                  | {\displaystyle {\sqrt {\frac {2}{\pi }}}{\frac {(-i)^{n}T_{n}(\omega )\operatorname {rect} \left({\frac {\omega }{2}}\right)}{\sqrt {1-\omega ^{2}}}}}                                        | {\displaystyle {\frac {2(-i)^{n}T_{n}(2\pi f)\operatorname {rect} (\pi f)}{\sqrt {1-4\pi ^{2}f^{2}}}}}                                                         | it's the generalization of the previous transform; Tn (t) is the Chebyshev polynomial of the first kind.                                                                                  |
| 213 | {\displaystyle {\frac {J_{n}(t)}{t}}\,}                                     | {\displaystyle {\sqrt {\frac {2}{\pi }}}{\frac {i}{n}}(-i)^{n}\cdot U_{n-1}(\omega )\,} {\displaystyle \cdot \ {\sqrt {1-\omega ^{2}}}\operatorname {rect} \left({\frac {\omega }{2}}\right)} | {\displaystyle {\frac {2\operatorname {i} }{n}}(-i)^{n}\cdot U_{n-1}(2\pi f)\,} {\displaystyle \cdot \ {\sqrt {1-4\pi ^{2}f^{2}}}\operatorname {rect} (\pi f)} | Un (t) is the Chebyshev polynomial of the second kind |
| 214 | {\displaystyle \operatorname {sech} (at)\,}                                 | {\displaystyle {\frac {1}{a}}{\sqrt {\frac {\pi }{2}}}\operatorname {sech} \left({\frac {\pi }{2a}}\omega \right)}                                                                            | {\displaystyle {\frac {\pi }{a}}\operatorname {sech} \left({\frac {\pi ^{2}}{a}}f\right)}                                                                      | Hyperbolic secant is its own Fourier transform |

### Distributions
|     | Signal                                                      | Fourier transform unitary, angular frequency | Fourier transform unitary, ordinary frequency | Remarks |
| --- | ----------------------------------------------------------- | --- | --- | --- |
|     | {\displaystyle g(t)\,}                                      | {\displaystyle G(\omega )\!\ {\stackrel {\mathrm {def} }{=}}\ \!} {\displaystyle {\frac {1}{\sqrt {2\pi }}}\int _{-\infty }^{\infty }\!\!g(t)e^{-i\omega t}\,dt}                | {\displaystyle G(f)\!\ {\stackrel {\mathrm {def} }{=}}\ } {\displaystyle \int _{-\infty }^{\infty }\!\!g(t)e^{-i2\pi ft}\,dt}                                   | |
| 301 | {\displaystyle 1\,}                                         | {\displaystyle {\sqrt {2\pi }}\cdot \delta (\omega )\,} | {\displaystyle \delta (f)\,} | {\displaystyle \displaystyle \delta (\omega )} denotes the Dirac delta distribution. |
| 302 | {\displaystyle \delta (t)\,}                                | {\displaystyle {\frac {1}{\sqrt {2\pi }}}\,} | {\displaystyle 1\,} | Dual of rule 301. |
| 303 | {\displaystyle e^{iat}\,}                                   | {\displaystyle {\sqrt {2\pi }}\cdot \delta (\omega -a)\,} | {\displaystyle \delta (f-{\frac {a}{2\pi }})\,} | This follows from and 103 and 302. |
| 304 | {\displaystyle \cos(at)\,}                                  | {\displaystyle {\sqrt {2\pi }}{\frac {\delta (\omega \!-\!a)\!+\!\delta (\omega \!+\!a)}{2}}\,}                                                                                 | {\displaystyle {\frac {\delta (f\!-\!{\begin{matrix}{\frac {a}{2\pi }}\end{matrix}})\!+\!\delta (f\!+\!{\begin{matrix}{\frac {a}{2\pi }}\end{matrix}})}{2}}\,}  | Follows from rules 101 and 303 using Euler's formula: {\displaystyle \displaystyle \cos(at)=(e^{iat}+e^{-iat})/2.} |
| 305 | {\displaystyle \sin(at)\,}                                  | {\displaystyle i{\sqrt {2\pi }}{\frac {\delta (\omega \!+\!a)\!-\!\delta (\omega \!-\!a)}{2}}\,}                                                                                | {\displaystyle i{\frac {\delta (f\!+\!{\begin{matrix}{\frac {a}{2\pi }}\end{matrix}})\!-\!\delta (f\!-\!{\begin{matrix}{\frac {a}{2\pi }}\end{matrix}})}{2}}\,} | Also from 101 and 303 using {\displaystyle \displaystyle \sin(at)=(e^{iat}-e^{-iat})/(2i).} |
| 306 | {\displaystyle t^{n}\,}                                     | {\displaystyle i^{n}{\sqrt {2\pi }}\delta ^{(n)}(\omega )\,} | {\displaystyle \left({\frac {i}{2\pi }}\right)^{n}\delta ^{(n)}(f)\,}                                                                                           | Here, {\displaystyle \displaystyle n} is a natural number. {\displaystyle \displaystyle \delta ^{n}(\omega )} is the {\displaystyle \displaystyle n}-th distribution derivative of the Dirac delta. This rule follows from rules 107 and 302. Combining this rule with 1, we can transform all polynomials. |
| 307 | {\displaystyle {\frac {1}{t}}\,}                            | {\displaystyle -i{\sqrt {\frac {\pi }{2}}}\operatorname {sgn}(\omega )\,} | {\displaystyle -i\pi \cdot \operatorname {sgn}(f)\,} | Here {\displaystyle \displaystyle \operatorname {sgn}(\omega )} is the sign function; note that this is consistent with rules 107 and 302. |
| 308 | {\displaystyle {\frac {1}{t^{n}}}\,}                        | {\displaystyle -i{\begin{matrix}{\sqrt {\frac {\pi }{2}}}\cdot {\frac {(-i\omega )^{n-1}}{(n-1)!}}\end{matrix}}\operatorname {sgn}(\omega )\,}                                  | {\displaystyle -i\pi {\begin{matrix}{\frac {(-i2\pi f)^{n-1}}{(n-1)!}}\end{matrix}}\operatorname {sgn}(f)\,}                                                    | Generalization of rule 307. |
| 309 | {\displaystyle \operatorname {sgn}(t)\,}                    | {\displaystyle {\sqrt {\frac {2}{\pi }}}\cdot {\frac {1}{i\ \omega }}\,} | {\displaystyle {\frac {1}{i\pi f}}\,} | The dual of rule 307. |
| 310 | {\displaystyle u(t)\,}                                      | {\displaystyle {\sqrt {\frac {\pi }{2}}}\left({\frac {1}{i\pi \omega }}+\delta (\omega )\right)\,}                                                                              | {\displaystyle {\frac {1}{2}}\left({\frac {1}{i\pi f}}+\delta (f)\right)\,}                                                                                     | Here {\displaystyle u(t)} is the Heaviside unit step function; this follows from rules 101 and 309. |
| 311 | {\displaystyle e^{-at}u(t)\,}                               | {\displaystyle {\frac {1}{{\sqrt {2\pi }}(a+i\omega )}}} | {\displaystyle {\frac {1}{a+i2\pi f}}} | {\displaystyle u(t)} is the Heaviside unit step function and {\displaystyle a>0}. |
| 312 | {\displaystyle \sum _{n=-\infty }^{\infty }\delta (t-nT)\,} | {\displaystyle {\begin{matrix}{\frac {\sqrt {2\pi }}{T}}\end{matrix}}\sum _{k=-\infty }^{\infty }\delta \left(\omega -k{\begin{matrix}{\frac {2\pi }{T}}\end{matrix}}\right)\,} | {\displaystyle {\frac {1}{T}}\sum _{k=-\infty }^{\infty }\delta \left(f-{\frac {k}{T}}\right)\,}                                                                | The Dirac comb — helpful for explaining or understanding the transition from continuous to discrete time. |